# Leonardo Donato
Leonardo Donato, död 1612, var en venetiansk doge. Han var regerande doge av Venedig 1606–1612.